# Gerundeter offener Vorderzungenvokal
Lautliche und orthographische Realisierung des gerundeten offenen Vorderzungenvokals in verschiedenen Sprachen:
- Einige ostösterreichische Dialekte (Wien, Niederösterreich): [⁠ɶ⁠]: gerundetes, sehr „offenes“ ä
  - Beispiel: Seil [sɶː]

- Kanadisches Französisch: [⁠ɶ⁠]: gerundetes, sehr „offenes“ ä
  - Beispiel: Veux [vɶː] wollen (ich will/er, sie, es will)